# Miss Europe 2001

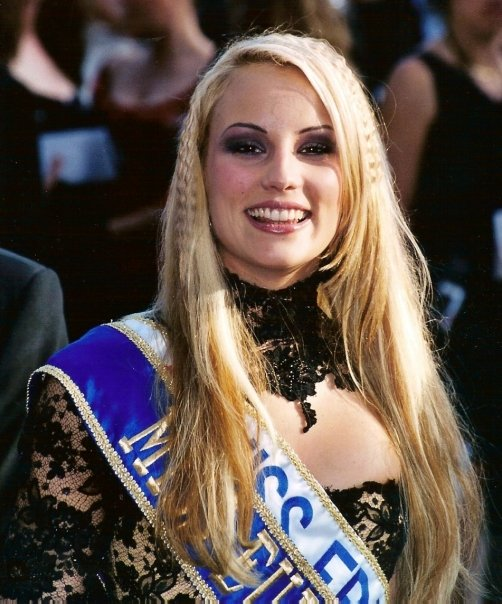
Élodie Gossuin, Miss France und Miss Europe 2001

Der Wettbewerb um die Miss Europe 2001 war der dreiundvierzigste seit 1948, den die Mondial Events Organisation (MEO) durchführte. (Mehrere Veranstaltungen waren ausgefallen). Die Organisation war von den Franzosen Roger Zeiler und Claude Berr ins Leben gerufen worden, hatte ihren Sitz in Paris und führte den Wettbewerb bis 2002 durch.
Die Kandidatinnen waren in ihren Herkunftsländern von nationalen Organisationskomitees ausgewählt worden, die mit der MEO Lizenzverträge abgeschlossen hatten. Dabei muss es sich nicht in jedem Fall um die Erstplatzierte in ihrem nationalen Wettbewerb gehandelt haben.

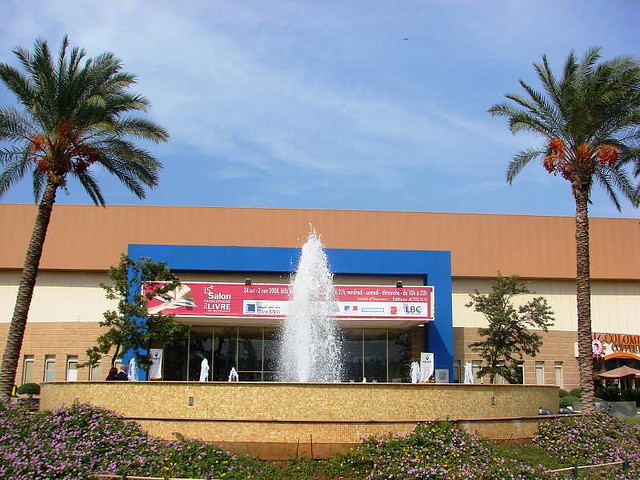
Das Beirut International Exhibition & Leisure Center (BIEL), Ort der Veranstaltung

Die Veranstaltung fand am 29. Dezember 2001 im Beirut International Exhibition & Leisure Center in der libanesischen Hauptstadt Beirut statt. Es gab 33 Bewerberinnen.
| Land                    | Schreibweise bei Pageantopolis | Schreibweise in der Heimatsprache     | Teilnahme an weiteren Wettbewerben                                 |
| ----------------------- | ------------------------------ | ------------------------------------- | ------------------------------------------------------------------ |
| Platzierungen           |                                |                                       |                                                                    |
| 1. Frankreich           | Elodie Gossuin                 | Élodie Gossuin                        | Miss Universe 2001: Semifinale                                     |
| 2. Polen                | Adriana Gerczew                | Adriana Gerczew                       | Miss International 1999: Semifinale                                |
| 3. Kroatien             | Karla Milinovic                | Karla Milinović                       |                                                                    |
| 4. Türkei               | Hatice Sendil                  | Hatice Şendil                         |                                                                    |
| 5. Spanien              | Verónica Martín García         |                                       |                                                                    |
| Top 15                  |                                |                                       |                                                                    |
| Armenien                | Irina Tovmasian                | Իրինա Թովմասյան                       |                                                                    |
| Belarus                 | Alesya Shmigel'skaya           | Алеся Шмігельская                     |                                                                    |
| Finnland                | Susanna Tervaniemi             | Susanna Tervaniemi                    | Miss Scandinavia 2002: Platz 2                                     |
| Griechenland            | Eleftheria Pantelidaki         | Ελευθερία Παντελιδάκη                 |                                                                    |
| Island                  | Íris Björk Árnadóttir          | Íris Björk Árnadóttir                 | Miss Scandinavia 2002: Siegerin, Queen of the World 2002: Siegerin |
| Moldau                  | Yuliya Shavelyeva              | Юлия …                                |                                                                    |
| Rumänien                | Corina Nicoleta Tulan          |                                       | Queen of the Year 2000: Semifinale                                 |
| Russland                | Oksana Kalandyrets             | Оксана Каландырец                     | Miss Universe 2001: Semifinale                                     |
| Slowakei                | Lucia Pilkova                  | Lucia Pilková                         |                                                                    |
| Ukraine                 | Kseniya Kuz'menko              | Ксенія Кузьменко                      | Miss World1997                                                     |
| Weitere Teilnehmerinnen |                                |                                       |                                                                    |
| Albanien                | Gentiana Ramadani              | Gentiana Ramadani                     |                                                                    |
| Belgien                 | Ann Van Elsen                  | Ann Van Elsen                         | Miss Universe 2002                                                 |
| Bosnien und Herzegowina | Sanja Plese                    | Sanja Pleše                           |                                                                    |
| Dänemark                | Mary Nordman                   |                                       | Miss Scandinavia 2001, Miss Baltic Sea 2002                        |
| Deutschland             | Katharina Berndt               | Katharina Berndt                      | Miss Baltic Sea 2002: Platz 3                                      |
| Estland                 | Ragne Sinikas                  | Ragne Sinikas                         | Miss Intercontinental 2001                                         |
| Georgien                | Ana Ashvetiya                  | ანა (აშვეთია ?)                       |                                                                    |
| BR Jugoslawien          | Nevena Djordjevic              | Nevena Đorđević                       |                                                                    |
| Lettland                | Julija Djadenko                | Jūlija Djadenko                       | Miss Europe 2005                                                   |
| Malta                   | Loredana Zammit                |                                       |                                                                    |
| Mazedonien              | Maja Georgieva                 | Маја Георгиева                        |                                                                    |
| Niederlande             | Irena Pantelic                 | Irena Pantelic                        | Miss World 2001                                                    |
| San Marino              | Marzia Bellesso                |                                       | Miss International 2001: Semifinale                                |
| Schweden                | Elisabeth Halle                |                                       |                                                                    |
| Slowenien               | Anja Slatinsek                 | Anja Slatinšek                        |                                                                    |
| Tschechien              | Ema Cernakova                  | Ema Černáková                         |                                                                    |
| Ungarn                  | Palma Perenyi                  | Perényi Pálma                         |                                                                    |
| Zypern                  | Despina Romanaki               | Δέσποινα Ρωμανάκη (Despoina Romanaki) |                                                                    |